# Freimut Börngen
| 2424 Tautenburg        | 27 ottobre 1973   |
| 2861 Lambrecht         | 3 novembre 1981   |
| 3181 Ahnert            | 8 marzo 1964      |
| 3245 Jensch            | 27 ottobre 1973   |
| 3338 Richter           | 28 ottobre 1973   |
| 3499 Hoppe             | 3 novembre 1981   |
| 3539 Weimar            | 11 aprile 1967    |
| 3540 Protesilaos       | 27 ottobre 1973   |
| 3802 Dornburg          | 7 agosto 1986     |
| 3808 Tempel            | 24 marzo 1982     |
| 3826 Handel            | 27 ottobre 1973   |
| 3917 Franz Schubert    | 15 febbraio 1961  |
| 3941 Haydn             | 27 ottobre 1973   |
| 3943 Silbermann        | 3 settembre 1981  |
| 3954 Mendelssohn       | 24 aprile 1987    |
| 3955 Bruckner          | 9 settembre 1988  |
| 3975 Verdi             | 19 ottobre 1982   |
| 3992 Wagner            | 29 settembre 1987 |
| 4003 Schumann          | 8 marzo 1964      |
| 4076 Dörffel           | 19 ottobre 1982   |
| 4098 Thraen            | 26 novembre 1987  |
| 4117 Wilke             | 24 settembre 1982 |
| 4134 Schütz            | 15 febbraio 1961  |
| 4246 Telemann          | 24 settembre 1982 |
| 4330 Vivaldi           | 19 ottobre 1982   |
| 4347 Reger             | 13 agosto 1988    |
| 4382 Stravinsky        | 29 novembre 1989  |
| 4406 Mahler            | 22 dicembre 1987  |
| 4559 Strauss           | 11 gennaio 1989   |
| 4579 Puccini           | 11 gennaio 1989   |
| 4727 Ravel             | 24 ottobre 1979   |
| 4734 Rameau            | 19 ottobre 1982   |
| 4802 Khatchaturian     | 23 ottobre 1989   |
| 4850 Palestrina        | 27 ottobre 1973   |
| 4872 Grieg             | 25 dicembre 1989  |
| 4889 Praetorius        | 19 ottobre 1982   |
| 4972 Pachelbel         | 23 ottobre 1989   |
| 5004 Bruch             | 8 settembre 1988  |
| 5039 Rosenkavalier     | 11 aprile 1967    |
| 5063 Monteverdi        | 2 febbraio 1989   |
| 5157 Hindemith         | 27 ottobre 1973   |
| 5177 Hugowolf          | 10 gennaio 1989   |
| 5210 Saint-Saëns       | 7 marzo 1989      |
| 5224 Abbe              | 21 febbraio 1982  |
| 5312 Schott            | 3 novembre 1981   |
| 5375 Siedentopf        | 11 gennaio 1989   |
| 5409 Saale             | 30 settembre 1962 |
| 5478 Wartburg          | 23 ottobre 1989   |
| 5509 Rennsteig         | 8 settembre 1988  |
| 5616 Vogtland          | 29 settembre 1987 |
| 5628 Preußen           | 13 settembre 1991 |
| 5689 Rhön              | 9 settembre 1991  |
| 5792 Unstrut           | 18 gennaio 1964   |
| 5816 Potsdam           | 11 gennaio 1989   |
| 5820 Babelsberg        | 23 ottobre 1989   |
| 5835 Mainfranken       | 21 settembre 1992 |
| 5846 Hessen            | 11 gennaio 1989   |
| 5866 Sachsen           | 13 agosto 1988    |
| 5904 Württemberg       | 10 gennaio 1989   |
| 6044 Hammer-Purgstall  | 13 settembre 1991 |
| 6068 Brandenburg       | 10 ottobre 1990   |
| 6070 Rheinland         | 10 dicembre 1991  |
| 6099 Saarland          | 30 ottobre 1991   |
| 6120 Anhalt            | 21 agosto 1987    |
| 6124 Mecklenburg       | 29 settembre 1987 |
| 6157 Prey              | 9 settembre 1991  |
| 6209 Schwaben          | 12 ottobre 1990   |
| 6293 Oberpfalz         | 26 novembre 1987  |
| 6305 Helgoland         | 6 aprile 1989     |
| 6320 Bremen            | 15 gennaio 1991   |
| 6332 Vorarlberg        | 30 marzo 1992     |
| 6396 Schleswig         | 15 gennaio 1991   |
| 6402 Holstein          | 9 aprile 1991     |
| 6439 Tirol             | 13 febbraio 1988  |
| 6442 Salzburg          | 8 settembre 1988  |
| 6451 Kärnten           | 9 aprile 1991     |
| 6457 Kremsmünster      | 2 settembre 1992  |
| 6482 Steiermark        | 10 gennaio 1989   |
| 6488 Drebach           | 10 aprile 1991    |
| 6563 Steinheim         | 11 dicembre 1991  |
| 6653 Feininger         | 10 dicembre 1991  |
| 6717 Antal             | 10 ottobre 1990   |
| 6718 Beiglböck         | 14 ottobre 1990   |
| 6776 Dix               | 6 aprile 1989     |
| 6864 Starkenburg       | 12 settembre 1991 |
| 6966 Vietoris          | 13 settembre 1991 |
| 7054 Brehm             | 6 aprile 1989     |
| 7117 Claudius          | 14 febbraio 1988  |
| 7121 Busch             | 10 gennaio 1989   |
| 7127 Stifter           | 9 settembre 1991  |
| 7130 Klepper           | 30 aprile 1992    |
| 7256 Bonhoeffer        | 11 novembre 1993  |
| 7280 Bergengruen       | 8 settembre 1988  |
| 7414 Bosch             | 13 ottobre 1990   |
| 7571 Weisse Rose       | 7 marzo 1989      |
| 7580 Schwabhausen      | 13 ottobre 1990   |
| 7583 Rosegger          | 17 gennaio 1991   |
| 7584 Ossietzky         | 9 aprile 1991     |
| 7586 Bismarck          | 13 settembre 1991 |
| 7655 Adamries          | 28 dicembre 1991  |
| 7698 Schweitzer        | 11 gennaio 1989   |
| 7700 Rote Kapelle      | 13 ottobre 1990   |
| 7767 Tomatic           | 13 settembre 1991 |
| 7873 Böll              | 15 gennaio 1991   |
| 7945 Kreisau           | 13 settembre 1991 |
| 8019 Karachkina        | 14 ottobre 1990   |
| 8020 Erzgebirge        | 14 ottobre 1990   |
| 8089 Yukar             | 13 ottobre 1990   |
| 8108 Wieland           | 30 gennaio 1995   |
| 8130 Seeberg           | 27 febbraio 1976  |
| 8158 Herder            | 23 ottobre 1989   |
| 8171 Stauffenberg      | 5 settembre 1991  |
| 8268 Goerdeler         | 29 settembre 1987 |
| 8282 Delp              | 10 settembre 1991 |
| 8284 Cranach           | 8 ottobre 1991    |
| 8381 Hauptmann         | 21 settembre 1992 |
| 8382 Mann              | 23 settembre 1992 |
| 8501 Wachholz          | 13 ottobre 1990   |
| 8502 Bauhaus           | 14 ottobre 1990   |
| 8661 Ratzinger         | 14 ottobre 1990   |
| 8666 Reuter            | 9 aprile 1991     |
| 8667 Fontane           | 9 aprile 1991     |
| 8684 Reichwein         | 30 marzo 1992     |
| 8827 Kollwitz          | 13 agosto 1988    |
| 8831 Brändström        | 2 febbraio 1989   |
| 8847 Huch              | 12 ottobre 1990   |
| 8853 Gerdlehmann       | 9 aprile 1991     |
| 8860 Rohloff           | 5 ottobre 1991    |
| 8861 Jenskandler       | 3 ottobre 1991    |
| 9052 Uhland            | 30 ottobre 1991   |
| 9187 Walterkröll       | 12 settembre 1991 |
| 9189 Hölderlin         | 10 settembre 1991 |
| 9204 Mörike            | 4 agosto 1994     |
| 9307 Regiomontanus     | 21 agosto 1987    |
| 9315 Weigel            | 13 agosto 1988    |
| 9322 Lindenau          | 10 gennaio 1989   |
| 9336 Altenburg         | 15 gennaio 1991   |
| 9344 Klopstock         | 12 settembre 1991 |
| 9351 Neumayer          | 2 ottobre 1991    |
| 9413 Eichendorff       | 21 settembre 1995 |
| 9577 Gropius           | 2 febbraio 1989   |
| 9610 Vischer           | 2 settembre 1992  |
| 9645 Grünewald         | 5 gennaio 1995    |
| 9742 Worpswede         | 26 novembre 1987  |
| 9761 Krautter          | 13 settembre 1991 |
| 9762 Hermannhesse      | 13 settembre 1991 |
| 9764 Morgenstern       | 30 ottobre 1991   |
| 9833 Rilke             | 21 febbraio 1982  |
| 9854 Karlheinz         | 15 gennaio 1991   |
| 9861 Jahreiss          | 9 settembre 1991  |
| 9863 Reichardt         | 13 settembre 1991 |
| 9872 Solf              | 27 febbraio 1992  |
| 9956 Castellaz         | 5 ottobre 1991    |
| 9957 Raffaellosanti    | 6 ottobre 1991    |
| 9962 Pfau              | 28 dicembre 1991  |
| 10055 Silcher          | 22 dicembre 1987  |
| 10067 Bertuch          | 11 gennaio 1989   |
| 10095 Carlloewe        | 9 settembre 1991  |
| 10100 Bürgel           | 10 dicembre 1991  |
| 10114 Greifswald       | 4 settembre 1992  |
| 10116 Robertfranz      | 21 settembre 1992 |
| 10331 Peterbluhm       | 9 aprile 1991     |
| 10340 Jostjahn         | 10 settembre 1991 |
| 10348 Poelchau         | 29 aprile 1992    |
| 10543 Klee             | 27 febbraio 1992  |
| 10740 Fallersleben     | 8 settembre 1988  |
| 10745 Arnstadt         | 11 gennaio 1989   |
| 10746 Mühlhausen       | 10 febbraio 1989  |
| 10747 Köthen           | 1º febbraio 1989  |
| 10749 Musäus           | 6 aprile 1989     |
| 10753 van de Velde     | 28 novembre 1989  |
| 10761 Lyubimets        | 12 ottobre 1990   |
| 10762 von Laue         | 12 ottobre 1990   |
| 10763 Hlawka           | 12 ottobre 1990   |
| 10764 Rübezahl         | 12 ottobre 1990   |
| 10774 Eisenach         | 15 gennaio 1991   |
| 10775 Leipzig          | 15 gennaio 1991   |
| 10778 Marcks           | 9 aprile 1991     |
| 10781 Ritter           | 6 agosto 1991     |
| 10782 Hittmair         | 12 settembre 1991 |
| 10786 Robertmayer      | 7 ottobre 1991    |
| 10787 Ottoburkard      | 4 ottobre 1991    |
| 10801 Lüneburg         | 23 settembre 1992 |
| 10825 Augusthermann    | 18 settembre 1993 |
| 10835 Fröbel           | 12 novembre 1993  |
| 10839 Hufeland         | 3 aprile 1994     |
| 10847 Koch             | 5 gennaio 1995    |
| 10856 Bechstein        | 4 marzo 1995      |
| 10857 Blüthner         | 5 marzo 1995      |
| 11037 Distler          | 2 febbraio 1989   |
| 11043 Pepping          | 25 dicembre 1989  |
| 11050 Messiaen         | 13 ottobre 1990   |
| 11061 Lagerlöf         | 10 settembre 1991 |
| 11075 Dönhoff          | 23 settembre 1992 |
| 11313 Kügelgen         | 3 aprile 1994     |
| 11485 Zinzendorf       | 8 settembre 1988  |
| 11496 Grass            | 10 gennaio 1989   |
| 11508 Stolte           | 12 ottobre 1990   |
| 11537 Guericke         | 29 aprile 1992    |
| 11547 Griesser         | 31 ottobre 1992   |
| 11573 Helmholtz        | 20 settembre 1993 |
| 11588 Gottfriedkeller  | 28 ottobre 1994   |
| 11847 Winckelmann      | 20 gennaio 1988   |
| 11853 Runge            | 7 settembre 1988  |
| 11854 Ludwigrichter    | 8 settembre 1988  |
| 11855 Preller          | 8 settembre 1988  |
| 11886 Kraske           | 10 ottobre 1990   |
| 11887 Echemmon         | 14 ottobre 1990   |
| 11899 Weill            | 9 aprile 1991     |
| 11916 Wiesloch         | 24 settembre 1992 |
| 12182 Storm            | 27 ottobre 1973   |
| 12240 Droste-Hülshoff  | 13 agosto 1988    |
| 12241 Lefort           | 13 agosto 1988    |
| 12244 Werfel           | 8 settembre 1988  |
| 12298 Brecht           | 6 agosto 1991     |
| 12318 Kästner          | 30 aprile 1992    |
| 12323 Haeckel          | 4 settembre 1992  |
| 12327 Terbrüggen       | 21 settembre 1992 |
| 12329 Liebermann       | 23 settembre 1992 |
| 12350 Feuchtwanger     | 23 aprile 1993    |
| 12401 Tucholsky        | 21 luglio 1995    |
| 12659 Schlegel         | 27 ottobre 1973   |
| 12661 Schelling        | 27 febbraio 1976  |
| 12694 Schleiermacher   | 7 marzo 1989      |
| 12729 Berger           | 13 settembre 1991 |
| 12782 Mauersberger     | 5 marzo 1995      |
| 13024 Conradferdinand  | 11 gennaio 1989   |
| 13055 Kreppein         | 14 ottobre 1990   |
| 13084 Virchow          | 2 aprile 1992     |
| 13086 Sauerbruch       | 30 aprile 1992    |
| 13092 Schrödinger      | 24 settembre 1992 |
| 13093 Wolfgangpauli    | 21 settembre 1992 |
| 13149 Heisenberg       | 4 marzo 1995      |
| 13478 Fraunhofer       | 27 febbraio 1976  |
| 13530 Ninnemann        | 9 settembre 1991  |
| 13531 Weizsäcker       | 13 settembre 1991 |
| 13559 Werth            | 4 settembre 1992  |
| 13610 Lilienthal       | 5 ottobre 1994    |
| 13954 Born             | 13 ottobre 1990   |
| 13977 Frisch           | 29 aprile 1992    |
| 14014 Münchhausen      | 14 gennaio 1994   |
| 14025 Fallada          | 2 settembre 1994  |
| 14041 Dürrenmatt       | 21 settembre 1995 |
| 14365 Jeanpaul         | 8 settembre 1988  |
| 14366 Wilhelmraabe     | 8 settembre 1988  |
| 14367 Hippokrates      | 8 settembre 1988  |
| 14372 Paulgerhardt     | 9 gennaio 1989    |
| 14412 Wolflojewski     | 9 settembre 1991  |
| 14413 Geiger           | 5 settembre 1991  |
| 14836 Maxfrisch        | 14 febbraio 1988  |
| 14845 Hegel            | 3 novembre 1988   |
| 14871 Pyramus          | 13 ottobre 1990   |
| 14940 Freiligrath      | 4 marzo 1995      |
| 15262 Abderhalden      | 12 ottobre 1990   |
| 15263 Erwingroten      | 13 ottobre 1990   |
| 15264 Delbrück         | 11 ottobre 1990   |
| 15265 Ernsting         | 12 ottobre 1990   |
| 15282 Franzmarc        | 13 settembre 1991 |
| 15301 Marutesser       | 21 settembre 1992 |
| 15342 Assisi           | 3 aprile 1994     |
| 15346 Bonifatius       | 2 settembre 1994  |
| 15710 Böcklin          | 11 gennaio 1989   |
| 15724 Zille            | 12 ottobre 1990   |
| 15727 Ianmorison       | 10 ottobre 1990   |
| 15728 Karlmay          | 11 ottobre 1990   |
| 15761 Schumi           | 24 settembre 1992 |
| 15762 Rühmann          | 21 settembre 1992 |
| 15808 Zelter           | 3 aprile 1994     |
| 15811 Nüsslein-Volhard | 10 luglio 1994    |
| 16355 Buber            | 29 ottobre 1975   |
| 16398 Hummel           | 24 settembre 1982 |
| 16418 Lortzing         | 29 settembre 1987 |
| 16438 Knöfel           | 11 gennaio 1989   |
| 16441 Kirchner         | 7 marzo 1989      |
| 16459 Barth            | 28 novembre 1989  |
| 16505 Sulzer           | 12 ottobre 1990   |
| 16522 Tell             | 15 gennaio 1991   |
| 16524 Hausmann         | 17 gennaio 1991   |
| 16544 Hochlehnert      | 9 settembre 1991  |
| 16590 Brunowalter      | 21 settembre 1992 |
| 16705 Reinhardt        | 4 marzo 1995      |
| 16714 Arndt            | 21 settembre 1995 |
| 17458 Dick             | 13 ottobre 1990   |
| 17459 Andreashofer     | 13 ottobre 1990   |
| 17460 Mang             | 10 ottobre 1990   |
| 17484 Ganghofer        | 13 settembre 1991 |
| 17486 Hodler           | 10 settembre 1991 |
| 17488 Mantl            | 2 ottobre 1991    |
| 17489 Trenker          | 2 ottobre 1991    |
| 17492 Hippasos         | 10 dicembre 1991  |
| 17496 Augustinus       | 29 febbraio 1992  |
| 17579 Lewkopelew       | 5 ottobre 1994    |
| 17597 Stefanzweig      | 4 marzo 1995      |
| 18286 Kneipp           | 27 ottobre 1973   |
| 18359 Jakobstaude      | 13 ottobre 1990   |
| 18360 Sachs            | 10 ottobre 1990   |
| 18395 Schmiedmayer     | 21 settembre 1992 |
| 18396 Nellysachs       | 21 settembre 1992 |
| 18398 Bregenz          | 23 settembre 1992 |
| 18430 Balzac           | 14 gennaio 1994   |
| 18458 Caesar           | 5 marzo 1995      |
| 19126 Ottohahn         | 22 agosto 1987    |
| 19136 Strassmann       | 10 gennaio 1989   |
| 19139 Apian            | 6 aprile 1989     |
| 19162 Wambsganss       | 10 ottobre 1990   |
| 19178 Walterbothe      | 9 settembre 1991  |
| 19182 Pitz             | 7 ottobre 1991    |
| 19183 Amati            | 5 ottobre 1991    |
| 19185 Guarneri         | 4 ottobre 1991    |
| 19189 Stradivari       | 28 dicembre 1991  |
| 19208 Starrfield       | 2 settembre 1992  |
| 19263 Lavater          | 21 luglio 1995    |
| 19914 Klagenfurt       | 27 ottobre 1973   |
| 19970 Johannpeter      | 8 settembre 1988  |
| 19992 Schönbein        | 10 ottobre 1990   |
| 19993 Günterseeber     | 10 ottobre 1990   |
| 20006 Albertus Magnus  | 11 aprile 1991    |
| 20012 Ranke            | 13 settembre 1991 |
| 20016 Rietschel        | 8 ottobre 1991    |
| 20074 Laskerschüler    | 14 gennaio 1994   |
| 21010 Kishon           | 13 agosto 1988    |
| 21050 Beck             | 10 ottobre 1990   |
| 21059 Penderecki       | 9 aprile 1991     |
| 21074 Rügen            | 12 settembre 1991 |
| 21075 Heussinger       | 12 settembre 1991 |
| 21076 Kokoschka        | 12 settembre 1991 |
| 21109 Sünkel           | 4 settembre 1992  |
| 21110 Karlvalentin     | 4 settembre 1992  |
| 21118 Hezimmermann     | 24 settembre 1992 |
| 21125 Orff             | 30 dicembre 1992  |
| 22291 Heitifer         | 2 febbraio 1989   |
| 22322 Bodensee         | 13 settembre 1991 |
| 22348 Schmeidler       | 24 settembre 1992 |
| 22354 Sposetti         | 31 ottobre 1992   |
| 22369 Klinger          | 18 settembre 1993 |
| 23472 Rolfriekher      | 10 ottobre 1990   |
| 23473 Voss             | 11 ottobre 1990   |
| 23490 Monikohl         | 12 settembre 1991 |
| 23514 Schneider        | 2 settembre 1992  |
| 23520 Ludwigbechstein  | 23 settembre 1992 |
| 23578 Baedeker         | 22 febbraio 1995  |
| 24665 Tolerantia       | 8 settembre 1988  |
| 24666 Miesvanrohe      | 8 settembre 1988  |
| 24671 Frankmartin      | 10 gennaio 1989   |
| 24699 Schwekendiek     | 13 ottobre 1990   |
| 24711 Chamisso         | 6 agosto 1991     |
| 24712 Boltzmann        | 12 settembre 1991 |
| 24713 Ekrutt           | 12 settembre 1991 |
| 24748 Nernst           | 26 settembre 1992 |
| 24749 Grebel           | 24 settembre 1992 |
| 24750 Ohm              | 24 settembre 1992 |
| 24751 Kroemer          | 21 settembre 1992 |
| 26119 Duden            | 7 ottobre 1991    |
| 26821 Baehr            | 17 marzo 1988     |
| 26842 Hefele           | 2 ottobre 1991    |
| 27710 Henseling        | 7 settembre 1988  |
| 27712 Coudray          | 3 novembre 1988   |
| 27758 Michelson        | 12 settembre 1991 |
| 27764 von Flüe         | 10 settembre 1991 |
| 27765 Brockhaus        | 10 settembre 1991 |
| 27845 Josephmeyer      | 5 ottobre 1994    |
| 27846 Honegger         | 5 ottobre 1994    |
| 27864 Antongraff       | 5 marzo 1995      |
| 29185 Reich            | 13 ottobre 1990   |
| 29197 Gleim            | 15 gennaio 1991   |
| 29203 Schnitger        | 9 aprile 1991     |
| 29204 Ladegast         | 11 aprile 1991    |
| 29208 Halorentz        | 9 settembre 1991  |
| 29212 Zeeman           | 10 settembre 1991 |
| 29214 Apitzsch         | 2 ottobre 1991    |
| 29227 Wegener          | 29 febbraio 1992  |
| 29246 Clausius         | 2 settembre 1992  |
| 29250 Helmutmoritz     | 24 settembre 1992 |
| 29329 Knobelsdorff     | 5 ottobre 1994    |
| 30778 Döblin           | 29 settembre 1987 |
| 30788 Angekauffmann    | 8 settembre 1988  |
| 30798 Graubünden       | 2 febbraio 1989   |
| 30826 Coulomb          | 10 ottobre 1990   |
| 30827 Lautenschläger   | 10 ottobre 1990   |
| 30828 Bethe            | 12 ottobre 1990   |
| 30829 Wolfwacker       | 10 ottobre 1990   |
| 30830 Jahn             | 14 ottobre 1990   |
| 30836 Schnittke        | 15 gennaio 1991   |
| 30837 Steinheil        | 15 gennaio 1991   |
| 30847 Lampert          | 13 settembre 1991 |
| 30850 Vonsiemens       | 7 ottobre 1991    |
| 30851 Reißfelder       | 2 ottobre 1991    |
| 30852 Debye            | 2 ottobre 1991    |
| 30882 Tomhenning       | 21 settembre 1992 |
| 30883 de Broglie       | 24 settembre 1992 |
| 30933 Grillparzer      | 17 ottobre 1993   |
| 32808 Bischoff         | 10 ottobre 1990   |
| 32809 Sommerfeld       | 10 ottobre 1990   |
| 32810 Steinbach        | 10 ottobre 1990   |
| 32811 Apisaon          | 14 ottobre 1990   |
| 32821 Posch            | 9 settembre 1991  |
| 32853 Döbereiner       | 21 settembre 1992 |
| 32855 Zollitsch        | 24 settembre 1992 |
| 32899 Knigge           | 4 agosto 1994     |
| 35229 Benckert         | 24 marzo 1995     |
| 37573 Enricocaruso     | 23 ottobre 1989   |
| 37582 Faraday          | 12 ottobre 1990   |
| 37583 Ramonkhanna      | 13 ottobre 1990   |
| 37584 Schleiden        | 10 ottobre 1990   |
| 37592 Pauljackson      | 3 ottobre 1991    |
| 37608 Löns             | 24 settembre 1992 |
| 39464 Pöppelmann       | 27 ottobre 1973   |
| 39536 Lenhof           | 10 ottobre 1990   |
| 39540 Borchert         | 11 aprile 1991    |
| 39549 Casals           | 27 febbraio 1992  |
| 39571 Pückler          | 21 settembre 1992 |
| 42482 Fischer-Dieskau  | 8 settembre 1988  |
| 42487 Ångström         | 9 settembre 1991  |
| 42492 Brüggenthies     | 3 ottobre 1991    |
| 42516 Oistrach         | 11 novembre 1993  |
| 43724 Pechstein        | 29 ottobre 1975   |
| 43751 Asam             | 19 ottobre 1982   |
| 43775 Tiepolo          | 2 febbraio 1989   |
| 43790 Ferdinandbraun   | 12 ottobre 1990   |
| 43804 Peterting        | 10 settembre 1991 |
| 43806 Augustepiccard   | 13 settembre 1991 |
| 43813 Kühner           | 7 ottobre 1991    |
| 46563 Oken             | 12 settembre 1991 |
| 48415 Dehio            | 21 agosto 1987    |
| 48422 Schrade          | 3 novembre 1988   |
| 48425 Tischendorf      | 2 febbraio 1989   |
| 48434 Maxbeckmann      | 23 ottobre 1989   |
| 48435 Jaspers          | 23 ottobre 1989   |
| 48447 Hingley          | 10 ottobre 1990   |
| 48456 Wilhelmwien      | 12 settembre 1991 |
| 48457 Joseffried       | 12 settembre 1991 |
| 48458 Merian           | 13 settembre 1991 |
| 48471 Orchiston        | 7 ottobre 1991    |
| 48472 Mössbauer        | 2 ottobre 1991    |
| 48480 Falk             | 28 dicembre 1991  |
| 48492 Utewielen        | 24 settembre 1992 |
| 48588 Raschröder       | 2 settembre 1994  |
| 52271 Lecorbusier      | 8 settembre 1988  |
| 52291 Mott             | 10 ottobre 1990   |
| 52292 Kamdzhalov       | 10 ottobre 1990   |
| 52293 Mommsen          | 12 ottobre 1990   |
| 52294 Detlef           | 12 ottobre 1990   |
| 52301 Qumran           | 9 settembre 1991  |
| 52308 Hanspeterröser   | 7 ottobre 1991    |
| 52309 Philnicolai      | 7 ottobre 1991    |
| 52334 Oberammergau     | 30 marzo 1992     |
| 52337 Compton          | 2 settembre 1992  |
| 52341 Ballmann         | 21 settembre 1992 |
| 55733 Lepsius          | 27 novembre 1986  |
| 55735 Magdeburg        | 22 agosto 1987    |
| 55749 Eulenspiegel     | 15 gennaio 1991   |
| 55753 Raman            | 13 settembre 1991 |
| 55759 Erdmannsdorff    | 10 dicembre 1991  |
| 55772 Loder            | 30 dicembre 1992  |
| 58152 Natsöderblom     | 12 agosto 1988    |
| 58163 Minnesang        | 23 ottobre 1989   |
| 58186 Langkavel        | 13 settembre 1991 |
| 58191 Dolomiten        | 28 dicembre 1991  |
| 58215 von Klitzing     | 21 settembre 1992 |
| 58217 Peterhebel       | 24 settembre 1992 |
| 65675 Mohr-Gruber      | 11 gennaio 1989   |
| 65685 Behring          | 10 ottobre 1990   |
| 65692 Trifu            | 12 settembre 1991 |
| 65694 Franzrosenzweig  | 10 settembre 1991 |
| 65708 Ehrlich          | 4 settembre 1992  |
| 65712 Schneidmüller    | 24 settembre 1992 |
| 65769 Mahalia          | 4 marzo 1995      |
| 69264 Nebra            | 14 agosto 1988    |
| 69275 Wiesenthal       | 28 novembre 1989  |
| 69286 von Liebig       | 10 ottobre 1990   |
| 69287 Günthereichhorn  | 10 ottobre 1990   |
| 69288 Berlioz          | 11 ottobre 1990   |
| 69295 Stecklum         | 2 ottobre 1991    |
| 69312 Rogerbacon       | 24 settembre 1992 |
| 73686 Nussdorf         | 10 ottobre 1990   |
| 73687 Thomas Aquinas   | 10 ottobre 1990   |
| 73692 Gürtler          | 12 settembre 1991 |
| 73693 Dorschner        | 12 settembre 1991 |
| 73699 Landaupfalz      | 4 ottobre 1991    |
| 73700 von Kues         | 5 ottobre 1991    |
| 73701 Siegfriedbauer   | 3 ottobre 1991    |
| 79087 Scheidt          | 17 ottobre 1977   |
| 79129 Robkoldewey      | 11 ottobre 1990   |
| 79138 Mansfeld         | 13 settembre 1991 |
| 85179 Meistereckhart   | 11 ottobre 1990   |
| 85190 Birgitroth       | 12 settembre 1991 |
| 85195 von Helfta       | 7 ottobre 1991    |
| 85196 Halle            | 4 ottobre 1991    |
| 85197 Ginkgo           | 5 ottobre 1991    |
| 85198 Weltenburg       | 2 ottobre 1991    |
| 85199 Habsburg         | 3 ottobre 1991    |
| 85214 Sommersdorf      | 21 settembre 1992 |
| 85215 Hohenzollern     | 26 settembre 1992 |
| 85216 Schein           | 24 settembre 1992 |
| 85217 Bilzingsleben    | 31 ottobre 1992   |
| 85299 Neander          | 5 ottobre 1994    |
| 85317 Lehár            | 30 gennaio 1995   |
| 85320 Bertram          | 4 marzo 1995      |
| 90703 Indulgentia      | 8 settembre 1988  |
| 90709 Wettin           | 12 ottobre 1990   |
| 90711 Stotternheim     | 10 ottobre 1990   |
| 90712 Wittelsbach      | 12 ottobre 1990   |
| 90718 Castel Gandolfo  | 12 settembre 1991 |
| 96205 Ararat           | 24 settembre 1992 |
| 96206 Eschenberg       | 24 settembre 1992 |
| 100019 Gregorianik     | 23 ottobre 1989   |
| 100027 Hannaharendt    | 12 ottobre 1990   |
| 100028 von Canstein    | 10 ottobre 1990   |
| 100029 Varnhagen       | 10 ottobre 1990   |
| 100033 Taizé           | 9 aprile 1991     |
| 100046 Worms           | 2 ottobre 1991    |
| 100084 Gußmann         | 26 settembre 1992 |
| 100047 Leobaeck        | 2 ottobre 1991    |
| 100268 Rosenthal       | 5 ottobre 1994    |
| 118173 Barmen          | 11 aprile 1991    |
| 118178 Rinckart        | 23 settembre 1992 |
| 120460 Hambach         | 13 ottobre 1990   |
| 120461 Gandhi          | 10 ottobre 1990   |
| 120481 Johannwalter    | 24 settembre 1992 |
| 134348 Klemperer       | 31 ottobre 1992   |
| 150118 Petersberg      | 18 settembre 1993 |
| 152559 Bodelschwingh   | 12 ottobre 1990   |
| 160512 Franck-Hertz    | 11 ottobre 1990   |
| 162001 Vulpius         | 10 ottobre 1990   |
| 162002 Spalatin        | 10 ottobre 1990   |
| 168321 Josephschmidt   | 12 settembre 1991 |
| 178294 Wertheimer      | 11 ottobre 1990   |
| 190283 Schielicke      | 12 settembre 1991 |
| 192293 Dominikbrunner  | 10 ottobre 1990   |
| 279723 Wittenberg      | 12 settembre 1991 |
| 322510 Heinrichgrüber  | 10 ottobre 1990   |
| 350178 Eisleben        | 30 marzo 1992     |

Freimut Börngen (Halle, 17 ottobre 1930 – Jena, 19 giugno 2021) è stato un astronomo tedesco.
Alcune fonti riportano erroneamente il suo nome come Freimuth.
Börngen ha studiato le galassie con un telescopio Schmidt all'osservatorio Karl Schwarzschild di Tautenburg, in Germania.
Nel periodo della Germania Est, la ricerca degli asteroidi è stata fatta durante il suo tempo libero perché la scoperta di piccoli oggetti non era considerata sufficientemente prestigiosa per la direzione.
Prima della riunificazione della Germania Börngen scelse per gli asteroidi nomi politicamente neutrali, legati alla Turingia o di famosi scienziati e compositori. In seguito scelse anche nomi legati alla storia e alla cultura.
Nel 1995 si è ritirato ma ha continuato a lavorare per l'osservatorio come freelancer.
Nel 2006 ha ricevuto l'Ordine al merito di Germania dal presidente federale Horst Köhler.
Il Minor Planet Center gli accredita la scoperta di cinquecentotrentotto asteroidi, effettuate tra il 1961 e il 1995, in parte in collaborazione con Karsten Kirsch e Lutz D. Schmadel.
Gli è stato dedicato l'asteroide 3859 Börngen.